# Micropolypodium setosum
Micropolypodium setosum là một loài dương xỉ trong họ Polypodiaceae. Loài này được Kaulf. A.R. Sm. mô tả khoa học đầu tiên năm 1992.